# كارلوس أندريس سيغوفيا
كارلوس أندريس سيغوفيا (بالإنجليزية: Carlos Andrés Segovia)‏ هو فيلسوف بريطاني، ولد في 22 مايو 1970.